# Scytodes atlatonin
Espèce
Scytodes atlatonin est une espèce d'araignées aranéomorphes de la famille des Scytodidae.

## Distribution
Cette espèce est endémique du Sinaloa au Mexique,. Elle se rencontre vers Piaxtla.

## Description
La femelle holotype mesure 4,90 mm.

## Étymologie
Son nom d'espèce lui a été donné en référence au dieu aztèque Atlatonin.

## Publication originale
- Rheims, Brescovit & Durán-Barrón, 2007 : Mexican species of the genus Scytodes Latreille (Araneae, Scytodidae). Revista Ibérica de Aracnología, vol. 13, p. 93-119 (texte intégral).